# Riverwood (Oregon)
Riverwood (korábban Riverside) az Amerikai Egyesült Államok északnyugati részén, Oregon állam Multnomah megyéjében elhelyezkedő önkormányzat nélküli település.